# Lew Hoad
Lewis Alan Hoad (Glebe, 23 november 1934 - Fuengirola, 3 juli 1994) was een tennisspeler uit Australië. 
Hoad was actief vanaf 1950. 
In zijn amateurtijd won hij vier grandslamtitels in het enkelspel. In 1956 won hij de eerste drie grandslamtoernooien en verloor hij de finale van US tenniskampioenschap 1956 van zijn landgenoot en dubbelpartner Ken Rosewall.
Samen met Rosewall won hij zeven grandslamtoernooien in het dubbelspel op alle vier de verschillende toernooien. Nadat Rosewall in 1956 proftennisser was geworden won hij samen met Neale Fraser de titel op de Australisch tenniskampioenschap 1957. In de zomer van 1957 werd hij proftennisser. 
In zijn amateurtijd won hij in het enkelspel de toernooien van Queens Sydney tweemaal en was hij éénmaal succesvol in Gstaad Hamburg en Rome.
In het dubbelspel was hij driemaal succesvol in Rome en in Barcelona.
In zijn proftijd verloor hij zevenmaal een finale van een Pro Slam.
In 1980 werd hij opgenomen in de internationale Tennis Hall of Fame.

## Resultaten grandslamtoernooien
| Legenda | Legenda                          |
| ------- | -------------------------------- |
| g.t.    | geen toernooi gehouden           |
| l.c.    | lagere categorie                 |
| –       | niet deelgenomen                 |
| G       | uitgeschakeld in de groepsfase   |
| 1R      | uitgeschakeld in de eerste ronde |
| 2R      | uitgeschakeld in de tweede ronde |
| 3R      | uitgeschakeld in de derde ronde  |
| 4R      | uitgeschakeld in de vierde ronde |
| KF      | uitgeschakeld in de kwartfinale  |
| HF      | uitgeschakeld in de halve finale |
| F       | de finale verloren               |
| W       | het toernooi gewonnen            |
| w-v     | winst/verlies-balans             |

### Enkelspel
| Toernooi        | 1951 | 1952 | 1953 | 1954 | 1955 | 1956 | 1957 |    | 1968 | 1969 | 1970 | 1971 | 1972 |
| --------------- | ---- | ---- | ---- | ---- | ---- | ---- | ---- | -- | ---- | ---- | ---- | ---- | ---- |
| Australian Open | 2R   | 3R   | 2R   | –    | F    | W    | HF   | –  | –    | –    | –    | –    |      |
| Roland Garros   | –    | 2R   | KF   | 4R   | –    | W    | 3R   | –  | –    | 4R   | –    | –    |      |
| Wimbledon       | –    | 4R   | KF   | KF   | KF   | W    | W    | 3R | –    | 2R   | –    | 1R   |      |
| US Open         | –    | KF   | HF   | KF   | HF   | F    | –    | –  | –    | –    | –    | –    |      |

### Mannendubbelspel
| Toernooi        | 1952 | 1953 | 1954 | 1955 | 1956 | 1957 |    | 1968 | 1969 | 1970 | 1971 | 1972 | 1973 | 1974 | 1975 | 1976 |
| --------------- | ---- | ---- | ---- | ---- | ---- | ---- | -- | ---- | ---- | ---- | ---- | ---- | ---- | ---- | ---- | ---- |
| Australian Open | KF   | W    | –    | F    | W    | W    | –  | –    | –    | –    | –    | –    | –    | –    | –    |      |
| Roland Garros   | HF   | W    | F    | –    | F    | HF   | –  | –    | 3R   | –    | 3R   | –    | –    | –    | –    |      |
| Wimbledon       | HF   | W    | HF   | W    | W    | F    | 2R | –    | 2R   | –    | 3R   | –    | 2R   | –    | 1R   |      |
| US Open         | HF   | KF   | F    | –    | W    | –    | –  | –    | –    | –    | –    | –    | –    | –    | –    |      |

### Gemengd dubbelspel
| Toernooi        | 1952 | 1953 | 1954 | 1955 | 1956 |
| --------------- | ---- | ---- | ---- | ---- | ---- |
| Australian Open | –    | –    | –    | F    | –    |
| Roland Garros   | –    | –    | W    | –    | –    |
| Wimbledon       | KF   | HF   | HF   | HF   | –    |
| US Open         | F    | KF   | HF   | HF   | F    |